# Villers-le-Peuplier
Villers-le-Peuplier is een dorp in de Belgische provincie Luik en een deelgemeente van de stad Hannuit. Het was een zelfstandige gemeente tot het bij de fusie van 1971 toegevoegd werd aan de gemeente Hannuit.
Villers-le-Peuplier ligt ten zuidoosten van de stadskern van Hannuit. De dorpskom ligt ten zuiden van de N64, de weg naar Hoei die over het grondgebied van de deelgemeente loopt. De N80, de weg naar Namen vormt de westgrens van de deelgemeente terwijl de N69, de oude Romeinse heerweg van Tongeren naar Bavay, de zuidgrens vormt. Villers-le-Peulier is een landbouwdorp in Droog-Haspengouw waar vooral akkerbouw wordt bedreven.

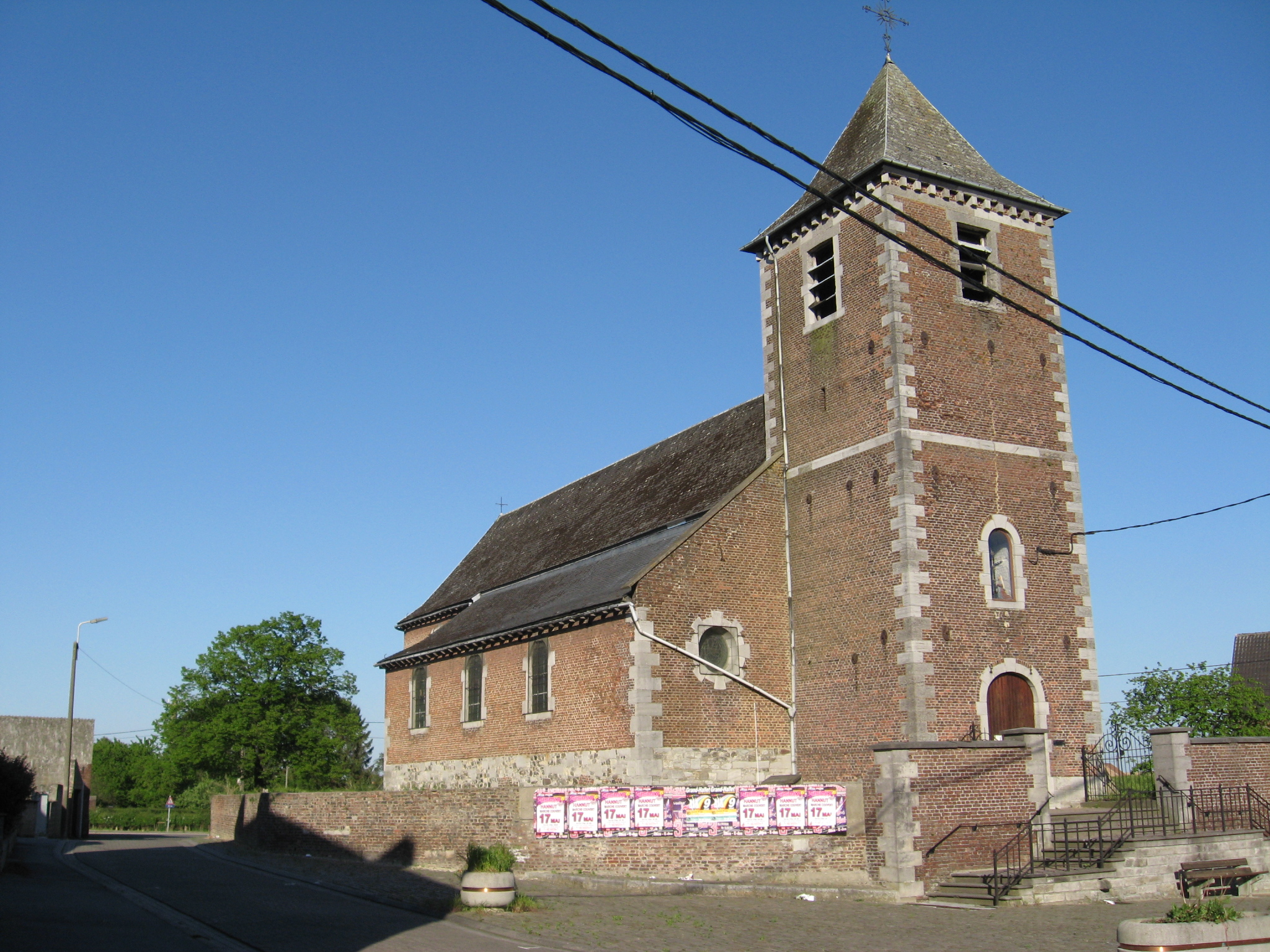
Sint-Martinuskerk

## Geschiedenis
In de 9de eeuw maakte het dorp deel uit van het Graafschap Avernas. In 1021 verkocht de gravin de helft van het grondgebied aan de Abdij van Sint-Truiden die omstreeks 1082 ook in het bezit kwam van de andere helft.
Nadien ging het dorp deel uitmaken van het baljuwschap Hannuit in het Hertogdom Brabant. Tussen 1417 en 1511 was het dorp in het bezit van de Abdij van Géronsart om daarna opeenvolgend in het bezit te blijven van wereldlijke heren.

## Bezienswaardigheden
- De Sint-Martinuskerk (Église Saint-Martin) waarvan de toren en het schip dateren van 1714 en het koor dateert van 1771. Van de oude kapel blijft nog enkel het ingangsportaal uit 1550 over.
- De voormalige pastorie is een van de oudste gebouwen uit het dorp
- Het Château de Villers met een toren uit de 17de eeuw. Het kasteel zelf dateert van 1873. Sinds 1934 was er een kliniek van een sanatorium gevestigd die inmiddels gesloten is.
- De tumulus Tombe de l'Empereur aan de oude Romeinse heerweg die in 1975 samen met haar omgeving werd beschermd als monument en als landschap.
- De Ferme du Vivier waarvan de huidige gebouwen dateren uit 1653. De hoeve werd reeds in de 13de eeuw vermeld.
- De Onze-Lieve-Vrouw-van-Goede-Bijstandkapel (Chapelle Notre-Dame de Bon Secours) uit 1830. De kapel en haar omgeving werden in 1984 beschermd als monument en als landschap.

## Natuur en landschap
De hoogte aan de kerk bedraagt 141 meter.

## Demografische ontwikkeling
- Bronnen:NIS, Opm:1831 tot en met 1961=volkstellingen

## Nabijgelegen kernen
Hannut, Crehen, Moxhe, Avennes, Blehen